# Football Club Féminin Juvisy Essonne
Il Football Club Féminin Juvisy-sur-Orge Essonne, noto semplicemente come Juvisy Essonne, è stata una società calcistica femminile francese con sede nel comune parigino di Viry-Châtillon, fondata nel 1971 e scioltasi nel 2017.
Dal 1987 al 2017 ha disputato ininterrottamente la Division 1 Féminine, la massima serie del calcio femminile francese, vincendo sei edizioni del torneo. Al 2019 rimane l'ultima squadra ad aver vinto il campionato prima dell'inizio del dominio dell'Olympique Lione nel 2006, grazie al successo ottenuto nella stagione 2005-2006.
Nell'estate del 2017 la società è stata acquisita dal Paris Football Club, che ne ha utilizzato il titolo sportivo per creare la propria omonima sezione femminile.

## Storia
La squadra è stata fondata nel 1971 come sezione femminile dell'Étoile Sportive de Juvisy-sur-Orge, da cui si è scissa nel 1985 per dare origine all'attuale Football Club Féminin Juvisy-sur-Orge Essonne.
Il club ha raggiunto la massima serie del campionato francese all'inizio degli anni Ottanta, guadagnando le posizioni di vertice fino alla conquista del primo titolo nazionale nella stagione 1991-1992. Nel giro di cinque anni è riuscito a conquistare il titolo nazionale per altre tre volte, alternandosi in questi anni al FC Lione. Dopo quattro anni di dominio del Tolosa, l'FCF Juvisy ha vinto nuovamente il campionato nella stagione 2002-2003. Si è ripetuto per la sesta e ultima volta nella stagione 2005-2006, ultima squadra a vincere il campionato francese prima dell'inizio del dominio dell'Olympique Lione, vincitore degli ultimi tredici campionati.
Sin dalla vittoria del primo campionato l'FCF Juvisy non è andato più in basso del quarto posto in campionato, vincendo una Challenge de France nella stagione 2004-2005. Grazie a questa sequenza di risultati ha avuto accesso alle competizioni UEFA per quattro volte: due volte in qualità di campione nazionale (UEFA Women's Cup 2003-2004 e UEFA Women's Cup 2006-2007) e due volte come seconda classificate (UEFA Women's Champions League 2010-2011 e UEFA Women's Champions League 2012-2013). Nelle edizioni di UEFA Women's Cup non è riuscito a superare la fase a gironi, mentre nelle edizioni di UEFA Women's Champions League è arrivato alla fase ad eliminazioni diretta. Ha raggiunto i quarti di finale nell'edizione 2010-2011, venendo eliminato dal Turbine Potsdam, e le semifinali nell'edizione 2012-2013, venendo eliminato dall'Olympique Lione.

## Stadio
Dal 1º agosto 2013 per consentire la disputa di partite di alto livello in un contesto adatto il campo da gioco è stato spostato dallo stadio Georges Maquin di Viry-Châtillon allo Stade Robert-Bobin di Bondoufle, che ha una capienza di 18 000 spettatori.

## Calciatrici
- Élise Bussaglia
- Stéphanie Mugneret-Béghé
- Marinette Pichon

- Sandrine Soubeyrand
- Laëtitia Tonazzi
- Émilie Trimoreau

## Palmarès[3]
- Campionato francese: 6

1991-1992, 1993-1994, 1995-1996, 1996-1997, 2002-2003, 2005-2006
- Coppa di Francia: 1

2004-2005